# Świebodzice
Świebodzice [ɕfʲɛbɔˈʥiʦɛ], tyska: Freiburg in Schlesien, är en stad i sydvästra Polen, belägen i distriktet Powiat świdnicki i Nedre Schlesiens vojvodskap, norr om staden Wałbrzych vid floden Pełcznica. Staden utgör administrativt en stadskommun, med 23 175 invånare i juni 2014.

## Historia
Staden omnämns första gången 1242 som Vriburg och grundades före 1228, troligen av bosättare från staden Freyburg an der Unstrut. Under sin tidiga historia tillhörde staden de schlesiska hertigdömena Liegnitz och Jauer. Stadsrättigheterna gavs före 1279 av hertigen Henrik IV Probus av Schlesien.
Orten var 1364-1742 del av kungariket Böhmen och blev under 1500-talet del av huset Habsburgs kronländer. Staden blev efter Österrikiska tronföljdskriget 1742 del av Preussen och var 1871-1945 även del av Tyskland. Administrativt tillhörde staden från 1820 Landkreis Schweidnitz i Regierungsbezirk Breslau i provinsen Schlesien.
Freiburg var under 1800-talet känt för sin urtillverkning; bland annat hade urmakaren Gustav Becker en fabrik här. Efter andra världskriget tillföll staden Polen 1945 genom Potsdamöverenskommelsen och döptes av de polska myndigheterna officiellt om till Świebodzice.

## Kända invånare
- Paweł Fajdek (född 1989), släggkastare.
- Martin Kirschner (1842–1912), överborgmästare i Berlin 1899-1912.
- Emil Krebs (1867–1930), polyglott och sinolog.
- Jarosław Krzyżanowski (född 1975), fotbollsspelare.
- Mateusz Rusin (född 1988), skådespelare.
- Alfred Zucker (1852–1913), tysk-amerikansk arkitekt.